# Bothrops atrox
Il ferro di lancia (Bothrops atrox (Linnaeus, 1758) è un serpente che appartiene alla famiglia dei Viperidi, diffuso nelle regioni tropicali ed equatoriali dell'America meridionale. In Brasile è conosciuto con il nome di jararaca-do-norte.

## Descrizione
Il suo nome comune si riferisce alla tipica forma della testa, la sua lunghezza può talvolta superare i 2 metri.

## Biologia

### Alimentazione
La sua tecnica di caccia consiste nel rimanere immobile in attesa che qualche preda gli passi accanto, quando essa sopraggiunge, grazie alla potente muscolatura, riesce a balzarle addosso e morderla. Il veleno paralizza i muscoli e uccide i piccoli mammiferi in pochi minuti. La sua dieta consiste anche di piccoli rettili, insetti, uccelli e piccoli serpenti.

### Riproduzione
Le femmine partoriscono anche 80 piccoli.

### Veleno
Il veleno si compone principalmente di emotossine e manda la pelle in necrosi da emotossina

#### Derivati
- Batroxobina